# 駒橋憲一
駒橋 憲一（こまはし けんいち、1957年2月8日 - ）は、日本の編集者、実業家。株式会社東洋経済新報社代表取締役会長。

## 人物・経歴
秋田県出身。1975年秋田県立秋田高等学校卒業。1980年北海道大学法学部卒業、東洋経済新報社入社。1997年会社四季報編集長。2002年会社四季報プロ 500編集長。2003年第二編集局データバンク第一部長。2007年取締役第二編集局長に昇格。2012年常務取締役データ事業局長。2016年専務取締役。2017年代表取締役社長。北海道大学次世代大学力強化推進会議委員等も務めた。

## 共著
- 『再検証・NTTの闘い : いま、何が問われ、どう変革しようとしているのか？』（冨士ケ根靖雄と共著） こう書房 1989年
- 『40歳から始める実況中継パソコン講座』（高橋九郎と共著） 東洋経済新報社 1996年